# Jones El-Abdellaoui
Jones El-Abdellaoui (en arabe : يونس عبد اللاوي), né le 12 janvier 2006 à Oslo (Norvège), est un footballeur marocain qui joue au poste d'ailier droit au Celta de Vigo.

## Biographie

### Naissance et famille
Jones El-Abdellaoui naît à Oslo, la capitale norvégienne, au sein d'une famille d'origine marocaine. Il grandit dans le quartier de Veitvet et débute le football au sein du club amateur de Skeid. 
Ses cousins Mohammed Abdellaoue, Omar Elabdellaoui et Mustafa Abdellaoue sont d'anciens footballeurs internationaux ayant évolué avec l'équipe nationale de Norvège.

### Carrière en club
Jones El-Abdellaoui intègre le centre de formation du Vålerenga Fotball en 2017, à l'âge de onze ans. Il fait ses débuts professionnels le 7 août 2022 en D1 norvégienne contre l'Aalesunds FK, en entrant en jeu à la place de Tobias Christensen, dans un match où son équipe l'emporte sur le score de 4-0 en début de saison 2022-2023. Joueur remplaçant, il reçoit sa première titularisation en fin de saison, en mai 2023 contre le Råde IL en Coupe de Norvège (victoire, 0-1).
Lors du mercato estival, il est prêté le 12 août 2023 au KFUM-Kameratene Oslo en D2 norvégienne pour une demi-saison. Avec ce club, il est vice-champion de la D2 avant de retourner dans son club formateur.
Lors de son retour au Vålerenga Fotball, en deuxième partie de saison, il retrouve son club relégué en D2, et parvient à se faire une place de titulaire dans les rangs de l'entraîneur Geir Bakke. Il termine la saison en tant que meilleur buteur avec 13 buts inscrits en championnat avec une série d'invincibilité de 22 matchs sans défaite. Son club termine ainsi en tête de la D2. En août 2024, il prolonge son contrat de trois ans supplémentaires.
Le 8 janvier 2025, il s'engage pour une durée de quatre saisons au Celta de Vigo pour un montant de 4,2 millions d'euros,. Il rejoint dans un premier temps l'équipe réserve qui évolue en D3.

### Carrière en sélection
Possédant la double nationalité norvégienne et marocaine, Jones El-Abdellaoui peut prétendre à une sélection avec le Maroc et la Norvège. Il parcours une grande partie des catégories jeunes de la Norvège, ainsi qu'une apparition avec le Maroc des moins de 17 ans.
En avril 2025, sa demande de changement de nationalité sportive en faveur du Maroc est confirmée auprès de la FIFA. Il est ensuite convoqué par le sélectionneur Mohammed Ouahbi pour prendre part à la Coupe d'Afrique des nations avec le Maroc des moins de 20 ans,. Lors de cette compétition, il est le joueur avec la plus grande valeur marchande parmi toutes les équipes qui y participent,. La CAF le met d'ailleurs en lumière parmi les joueurs à suivre. Le 15 mai 2025, il qualifie son équipe en finale de la CAN grâce à son unique but inscrit après son entrée en jeu contre l'Égypte des moins de 20 ans,.

## Palmarès

### En club
- KFUM-Kameratene Oslo
  - Championnat de Norvège D2 :
    - Vice-champion : 2023
- Vålerenga Fotball
  - Championnat de Norvège D2 :
    - Champion : 2024

### En sélection
- Maroc -20 ans
  - Coupe d'Afrique des nations
    -  Finaliste en 2025[16],[17].